# Corynascus setosus
Corynascus setosus är en svampart som först beskrevs av Dade, och fick sitt nu gällande namn av Arx 1975. Corynascus setosus ingår i släktet Corynascus och familjen Chaetomiaceae.   Inga underarter finns listade i Catalogue of Life.